# 宮崎瑠依
宮崎 瑠依（みやざき るい、1983年6月21日 - ）は、日本のタレント。
東京都出身。ホリプロ所属。身長158cm。血液型はO型。夫は元プロ野球選手の荒波翔。

## 経歴・人物
小学校から高1まで都内の一貫校に通う。13歳の時に東京の原宿でスカウトされ、演技や歌などのレッスンを受ける。高校2年からフランスのアルザス成城学園へ編入し、2年間在学し、成城大学文芸学部マスコミュニケーション学科へ入学し、帰国。このころから本格的な芸能活動を始める。
いとうあいこ、西角茉美、肘井美佳、福岡サヤカ、朝比奈えりらとアイドルユニット「D★shues」として活動した。その縁で、いとうあいこがアバレイエロー／樹らんる役でレギュラー出演していた「爆竜戦隊アバレンジャー」第6話に、「樹らんるがアイドルだった頃の同期」の設定でゲスト出演した。2010年11月1日に、芸能事務所をスターダストプロモーションからホリプロへ移籍し、スポーツ文化部アナウンス室に所属した。
プロ野球観戦を好み読売ジャイアンツファンを自称する。実家が長嶋茂雄の自宅の近くに位置し、幼少期から多摩川べりで長嶋とあいさつを交わしていたことから巨人ファンになった。NPB AWARDSの司会を務めている。
高校生時代はサッカー部でマネジャーを務め、Jリーグも好むことから、2014年3月から2017年2月までNHK BS1『Jリーグタイム』でキャスターを務めるなど、2014年以降サッカー関連番組に出演している。
父親は福井県出身である。
2017年11月26日、横浜DeNAベイスターズの荒波翔と結婚したことを公表した。
2019年12月17日に、第1子妊娠を報告。2020年5月15日、第1子男児出産を発表。7月13日、休演していた『ドライバーズ・リクエスト』（TBSラジオ）に復帰。
2023年1月11日、第2子妊娠を報告。5月5日、産休入りを報告した。
5月23日、自身のInstagramにて第2子となる男児出産を公表

## 出演

### テレビ

#### ドラマ
- 千枚CD（2002年、フジテレビ）
- お厚いのがお好き?（2003年、フジテレビ）
- 爆竜戦隊アバレンジャー（2003年、テレビ朝日）リリアン役
- 7人の女弁護士（2006年・第1話、テレビ朝日）
- 土曜プレミアム『星新一ミステリーSP』（2014年2月15日、フジテレビ）「七人の犯罪者」にて定食屋の女役

#### 情報番組
- Harajukuロンチャーズ（2000年10月 - 2003年9月、BS朝日）
- 世代密林〜ジェネレーションジャングル（2002年、日本テレビ）
- pooh!（2002年、TBS）
- 東京ディズニーリゾート パーフェクトガイド（2003年10月 - 、旅チャンネル）
- チャンネル☆ロック!（TBS）
- スッキリ!!（日本テレビ）
  - スッキリ@ガーデン（2006年9月 - 2007年1月）
  - スッキリナビ（2007年2月 - 2008年10月）
- 日立 世界・ふしぎ発見!（2007年7月21日、TBS）※ミステリーハンターとして出演
- アイドル@deep（2009年1月16日 - 6月26日、テレビ神奈川）レギュラー
- 芸能U・LA・LA（ - 2009年3月、東京MXテレビ）レギュラー
- 三つのたまご（2009年4月 - 2011年3月、NHK総合）司会
- ZIP!（2011年4月 - 、日本テレビ）特集コーナー「ハテナビ→ZIP!特集」担当
- 生活向上エンタテインメント・やる気スイッチTV（2011年12月 - 2012年11月・毎月最終土曜、Twellv）司会

#### スポーツ番組
- 野球好きニュース（2012年4月 - 2013年10月 、J SPORTS）キャスター
- Jリーグタイム（2014年3月1日 - 2017年2月18日、NHK BS1）メイン司会[5]
- 世界を青く! AFC女子アジアカップ（2014年5月14日・第1戦 - 5月25日・決勝戦、NHK BS1）メイン司会
- 2014 FIFAワールドカップ中継（2014年6月15日、NHK総合）※当日開催のグループリーグC組・日本対コートジボワール戦の直前およびハーフタイムに、パブリックビューイング会場・埼玉スタジアム2002からの中継リポートを担当。
- 趣味どきっ!「全米No.1男が斬る! 損してまっせ! あなたのゴルフ」（2016年10月・11月期、NHK Eテレ）司会
- 月刊プロ野球!さまぁ〜ずスタジアム（2018年4月6日 - 、BS日テレ）

### ラジオ
- ドライバーズ・リクエスト（2015年1月1日 - 2020年5月15日・7月13日[9] - 2021年9月24日、月曜 - 金曜、TBSラジオ他JRN系全国ネット）
- プロ野球ネットワーク・プロ野球東西南北（2013年5月21日・6月7日ほか、TBSラジオ）
  - 鉄人ミュージック（2013年6月4日、2014年7月24日、2015年7月23日、9月23日、2016年6月23日、2017年5月4日）
- ラジオペナントレースNEXT powered byニッポン放送ショウアップナイター（2022年7月27日、12月10日、12月31日、2023年1月14日、2月25日、7月14日）

### 新聞
- スポーツ報知 リレー連載「ズバっとG論」（2015年4月 - ）
- 日刊スポーツ アナ姫（2016年1月 毎週金曜担当）

### CM
- 株式会社オービック イメージタレント（2009年10月 - ）
- メットライフ生命保険
- 小学館 にっぽん探検大図鑑
- アート引越センター（2007年）
- TOKAI TNC［トーカイ・ネットワーク・クラブ］静岡エリア限定（2008年 - ）
- バチェラー・ジャパン (The Bachelor Japan) Amazonプライム・ビデオ
- NISSAN「DAYZ」×ZIP!（2019年）

### 舞台
- 女優☆座 
Vol.1 思惑ホテル（2006年3月）
Vol.2 お台場の母（2006年8月）

### 司会
- 起業家甲子園（司会）